# Rumen Goranov
Rumyancho Goranov Radev (Pleven, 17 de março de 1950) é um ex-futebolista búlgaro, ele atuava como goleiro.

## Carreira
Rumen Goranov fez parte do elenco da Seleção Búlgara de Futebol da Copa do Mundo de 1974.